# Jean-Baptiste d'Arco
Comte Jean Baptist d'Arco (in lingua tedesca: Johann Baptist, Graf von Arco; ... – Monaco di Baviera, 21 marzo 1715) fu un diplomatico e Generalfeldmarschall al servizio dell'Elettorato di Baviera durante la grande guerra turca e la guerra di successione spagnola.

Stemma della famiglia D'Arco

Non va confuso con il suo contemporaneo Giovanni Filippo d'Arco, che combatté dalla parte opposta (austriaca) in quest'ultimo conflitto.

## Origini
Jean Baptist era il figlio Generalfeldzeugmeister (maestro generale dell'artiglieria) del Sacro Romano Impero Prosper, Graf von Arco e sua moglie Ursula Franzelina von Ketteler. Nel 1680 sposò Ursula von Berndorff.

## Carriera militare
Nel 1672 era entrato nell'esercito bavarese, ma solo tre anni dopo passò al servizio imperiale con suo padre, allora caduto in disgrazia a corte. Nel 1683 fu di nuovo al servizio bavarese come colonnello di un reggimento di corazzieri. Ottenne fama militare prestando servizio nel 1683 nell'esercito di soccorso imperial-polacco che combatté la battaglia di Vienna e alla ripresa di Belgrado nel 1688. Nel 1696 fu nominato Presidente dell'Hofkriegsrat (consiglio di guerra) da Massimiliano II Emanuele, Elettore di Baviera.
Allo scoppio della guerra di successione spagnola fu richiamato sul campo e promosso feldmaresciallo nel 1702. Mentre l'Elettore cercava di tenere a bada le truppe imperiali nella Baviera orientale, d'Arco prese il comando in Svevia per agire in coordinamento con i francesi. Inviato con un forte distaccamento dell'esercito franco-bavarese a presidiare la città fortificata di Donauwörth, fu attaccato dalle truppe alleate guidate da John Churchill, primo duca di Marlborough e da Louis William, margravio di Baden-Baden; nella battaglia di Schellenberg, il 2 luglio 1704, gli Alleati mantennero la posizione dopo una serie di sanguinosi assalti, distruggendo virtualmente l'esercito di d'Arco nell'inseguimento che ne seguì. D'Arco fu tagliato fuori dalla maggior parte delle sue truppe durante la battaglia e sopravvisse per ricongiungersi all'esercito franco-bavarese principale.
Nella battaglia di Blenheim, d'Arco, al comando della cavalleria bavarese, resistette valorosamente agli attacchi del principe Eugenio di Savoia, ma fu costretto a ritirarsi con i resti dell'ala sinistra dopo che l'attacco di Marlborough distrusse i francesi a destra. Seguì l'Elettore di Baviera nei Paesi Bassi e ebbe un altro comando di cavalleria nella battaglia di Ramillies il 23 maggio 1706. Dopo quella battaglia, tornò in Baviera.

## Carriera diplomatica
Il conte d'Arco fu tra i più importanti fautori bavaresi di una politica filo-francese e, per tale motivo, fu insignito del titolo di maresciallo di Francia. Successivamente fu inviato in diverse missioni diplomatiche in Inghilterra. Morì nel 1715 a Monaco di Baviera.